# Projekt dziecko (serial telewizyjny)
Projekt dziecko (ang. Notes from the Underbelly, 2007–2008) – amerykański serial komediowy nadawany przez stację ABC od 12 kwietnia 2007 roku do 11 lutego 2008 roku. W Polsce jest nadawany na kanale Comedy Central Polska od 1 października 2010 roku.

## Opis fabuły
Gdy młoda mężatka Lauren (Jennifer Westfeldt) dowiaduje się, że jest w ciąży, przerażona postanawia wraz z mężem Andrew (Peter Cambor) utrzymać ten fakt, przynajmniej na początku, w tajemnicy przed znajomymi. Niestety dość trudno jest ukryć oznaki stanu błogosławionego, a przyjaciele dość szybko orientują się, że Lauren zmieniła tryb życia, nie pije alkoholu, ogranicza ilość spożywanej kawy. I wszystko byłoby w porządku, gdyby radosnych chwil oczekiwania na nowego członka rodziny nie zakłócały uporczywe „dobre rady” rodziny i przyjaciół.

## Obsada
- Jennifer Westfeldt jako Lauren Stone
- Peter Cambor jako Andrew Stone
- Michael Weaver jako Danny
- Rachael Harris jako Cooper
- Melanie Paxson jako Julie
- Sunkrish Bala jako Eric